# Передатчик Титаи-Бей
Передатчик Титаи-Бей (англ. Titahi Bay Transmitter) — радиомачта в Титаи-Бей, пригороде Порируа, регион Веллингтон, Новая Зеландия. Стоит на холме высотой 64 метра над уровнем моря, имея собственную высоту 212 метров, является вторым по высоте сооружением страны, уступая лишь «Небесной башне». Соответственно, с 1937 по 1997 года являлась самым высоким сооружением Новой Зеландии. Неподалёку расположена ещё одна радиомачта абсолютно аналогичной конструкции, только высотой «всего» 137 метров.
Через этот передатчик осуществляют радиовещание несколько радиостанций, в том числе Национальное радио Новой Зеландии и Newstalk ZB. При благоприятных погодных условиях сигнал Национального радио доходит до острова Норфолк на севере и до города Данидин на юге.
Радиомачта и окружающие её служебные строения были возведены в 1935—1937 годах. Официальное открытие передатчика состоялось 25 января 1937 года в присутствии премьер-министра Майкла Сэвиджа. Построена мачта была в Австралии и перевезена в Новую Зеландию кораблями по частям. С 1948 по 1990 года для передачи радиосигнала использовалось устаревшее оборудование, оставленное американцами после окончания Второй Мировой войны. В 2004 году был произведён ремонт мачты, замена проржавевших частей и покраска, на верхушке были установлены красные сигнальные огни по современной технологии LED, как того потребовала Civil Aviation Authority of New Zealand, отвечающая за безопасность гражданских воздушных судов. Как рассказали рабочие-техники, подъём до вершины мачты занимает около 45 минут, и оттуда открывается великолепный вид на побережье Капити.
Земля, на которой стоят передатчик, служебные строения, местный гольф-клуб и несколько близлежащих ферм, принадлежит Департаменту защиты окружающей среды.